# بيسني
بيسني (بالتركية: Besni) هي مدينة تابعة لمحافظة أديامان في تركيا. على بُعد 44 كم غرب مدينة أديامان. بلغ عدد سكان المدينة 29,102 نسمة في عام 2010. العمدة إبراهيم أوزتورك من حزب السعادة.
وقد تم ضم المدينة إلى العالم الإسلامي من قبل الأمويين، ثم إلى سيطرة الدولة العثمانية من قبل السلطان سليم الأول.
تشتهر المدينة بالزراعة، وخاصةً زراعة الزبيب ذات اللون القاتم (الذي يُعرف باسم زبيب بيسني)، كما تشتهر بطبق الخزف المحتوي على الخضراوات واللحم يُسمى Besni Tavası.
جميع المنحدرات الجبلية في المدينة كان يُغطيها الكروم. وكانت المنطقة تشتهر بـ«بيوت الكروم الصيفية» في الماضي، لكن العديد من العائلات هاجرت من المنطقة إلى مدن غرب تركيا؛ بسبب خطر الزلازل.
يوجد في المدينة معهد لجامعة أديامان.

## أعلام
- محمد أردوغان